# Domingo Santa María
Domingo Santa María González (Santiago, 4 agosto 1824 – Santiago, 18 luglio 1889) è stato un giurista, scrittore e politico cileno.
Esponente liberale, è stato presidente del Cile dal 18 settembre 1881 al 18 settembre 1886.

## Biografia
Laureatosi in Giurisprudenza nel 1847, iniziò a lavorare per il Ministero della Giustizia e aderì alla Società dell'Ordine (conservatrice). Nominato intendente di Colchagua (1848-1850), intervenne pesantemente nella campagna elettorale e fu destituito. Convertitosi al liberalismo, partecipò alla rivoluzione del general De la Cruz nel 1851 e dovette esulare in Perù. Nel 1856, durante il conflitto tra Stato e Chiesa (detto problema del sacrestano), si schierò coi clericali conservatori. Eletto deputato (1858), esulò in Europa dopo i moti del 1859; tornato in patria, riprese a lavorare come magistrato. Divenuto famoso per i suoi articoli patriottici scritti durante la guerra contro la Spagna (1866-1871), fu deputato, diplomatico e consigliere di Stato. Eletto senatore allo scoppio della Guerra del Pacifico (1879-1884) contro il Perù e la Bolivia (marzo 1879), per il suo acceso patriottismo fu chiamato dal presidente Aníbal Pinto Garmendia al Ministero delle Relazioni Estere (1879-1880) e dell'Interno (1880-1881), aumentando ulteriormente il proprio peso politico.
Unico candidato alle elezioni presidenziali del 1881, dovette attendere fino al 1883 perché il Perù, sconvolto dalla guerra civile, riuscisse a dotarsi di un governo abbastanza stabile per firmare il trattato di Ancón, con cui il Cile otteneva le province di Tarapacá e Tacna-Arica (quest'ultima per dieci anni, trascorsi i quali si sarebbe dovuto svolgere un plebiscito per deciderne l'assegnazione definitiva); nel 1884 fu concluso l'armistizio con la Bolivia. In seguito a una rivolta di Araucani (1881), inviò l'esercito ad estendere la zona controllata dallo Stato. Introdusse il matrimonio civile, i registri civili delle morti e delle nascite e aprì i cimiteri ai morti di tutte le confessioni, scatenando le proteste dei conservatori, di parte dei liberali e la rottura delle relazioni con la Santa Sede. Emendò la Costituzione del 1833, centralizzò l'amministrazione delle Ferrovie e introdusse il telefono.
Scaduto il suo mandato, fu senatore e presidente del Senato.